# Bareh Khūr
Bareh Khūr (persiska: بره خور) är en ort i Iran.   Den ligger i provinsen Khorasan, i den nordöstra delen av landet, 700 km öster om huvudstaden Teheran. Bareh Khūr ligger 1 980 meter över havet och antalet invånare är 117.
Terrängen runt Bareh Khūr är kuperad norrut, men söderut är den platt. Runt Bareh Khūr är det ganska glesbefolkat, med 25 invånare per kvadratkilometer. Närmaste större samhälle är Sar Dasht, 6,8 km sydost om Bareh Khūr. Trakten runt Bareh Khūr består i huvudsak av gräsmarker.